# Стрибки у воду на Чемпіонаті Європи з водних видів спорту 2021 — командні змагання
Змагання зі командних стрибків у воду на Чемпіонаті Європи з водних видів спорту 2021 відбулись 10 травня.

## Результат[1]
| Місце | Країна          | Спортсмени                                                                      | Очки  | Очки  | Очки  | Очки  | Очки  | Очки  | Очки    |
| Місце | Країна          | Спортсмени                                                                      | С1    | С2    | С3    | С4    | С5    | С6    | Загалом |
| ----- | --------------- | ------------------------------------------------------------------------------- | ----- | ----- | ----- | ----- | ----- | ----- | ------- |
| 1     | Росія           | Євген Кузнєцов Віктор Мінібаєв Катерина Беляєва Христина Ільїних                | 49,50 | 96,90 | 54,00 | 72,00 | 81,00 | 78,40 | 431,80  |
| 2     | Італія          | Андреас Сагрент Ларсен Рекардо Джіованіні К'яра Пеллакані Сара Джодоїн де Марія | 63,00 | 80,50 | 64,50 | 65.60 | 88,80 | 65,60 | 428,00  |
| 3     | Німеччина       | Патрік Гаусдінґ Луї Массенберг Тіна Пунцель Крістіна Вассен                     | 80,50 | 64,50 | 74,40 | 62,40 | 72,00 | 67,20 | 421,00  |
| 4     | Велика Британія | Ноа Вільямс Росс Гаслам Еден Чен Ясмін Гарпер                                   | 51,00 | 55,10 | 40,50 | 86,40 | 73,60 | 76,80 | 383,40  |
| 5     | Україна         | Олексій Середа Олег Колодій Ганна Письменська Ксенія Байло                      | 36,00 | 72,20 | 63,00 | 65,60 | 82,80 | 62,40 | 382,00  |
| 6     | Угорщина        | Ботонд Бота Ліла Сабо-Сері Патрісія Кун                                         | 74,80 | 26,60 | 48.00 | 37.80 | 35.15 | 35.65 | 258,00  |
| 7     | Норвегія        | Аксель Нуборг Гелле Туксен Анне Вілде Туксен Каролін Купка                      | 52,65 | 46,50 | 51,80 | 22,40 | 33.25 | 30,40 | 237,00  |